# Isole dei Principi
Le isole dei Principi (in turco Prens Adaları, ufficialmente Adalar, o anche İstanbul Adaları o Kızıl Adalar; in greco antico: Πριγκήπων νῆσοι?, Prinképōn nêsoi; in greco Πριγκηπονήσια?, Prinkiponísia) sono un arcipelago del mar di Marmara costituito da nove isole site davanti alla costa asiatica di Istanbul. Amministrativamente le isole costituiscono il distretto di Adalar del comune metropolitano di Istanbul.

## Geografia fisica
Le nove isole sono:
- Büyükada (in greco Πρίγκηπος?, Prinkipos, ossia "Principe"), con una superficie di 5,36 km²;
- Heybeliada (in greco: "Χάλκη", Halki) con una superficie di 2,4 km²;
- Burgazada (in greco: "Αντιγόνη", Andigoni) con una superficie di 1,5 km²;
- Kınalıada (in greco: "Πρώτη", Proti, ossia "la Prima", essendo la più vicina a Costantinopoli) con una superficie di 1,3 km²;
- Sedefada (in greco: "Αντιρόβυθος", Andirovithos) con una superficie di 0,157 km²;
- Yassıada (in greco: "Πλάτη", Plati) con una superficie di 0,05 km²;
- Sivriada (in greco: "Οξειά", Oksia) con una superficie di 0,05 km²;
- Kaşıkada (in greco: "Πίτα", Pita; il nome turco, che indica il "Cucchiaio", deriva dalla sua forma) con una superficie di 0,006 km²;
- Tavşanada (in greco: "Νέανδρος", Neandros) con una superficie di 0,004 km².

## Storia

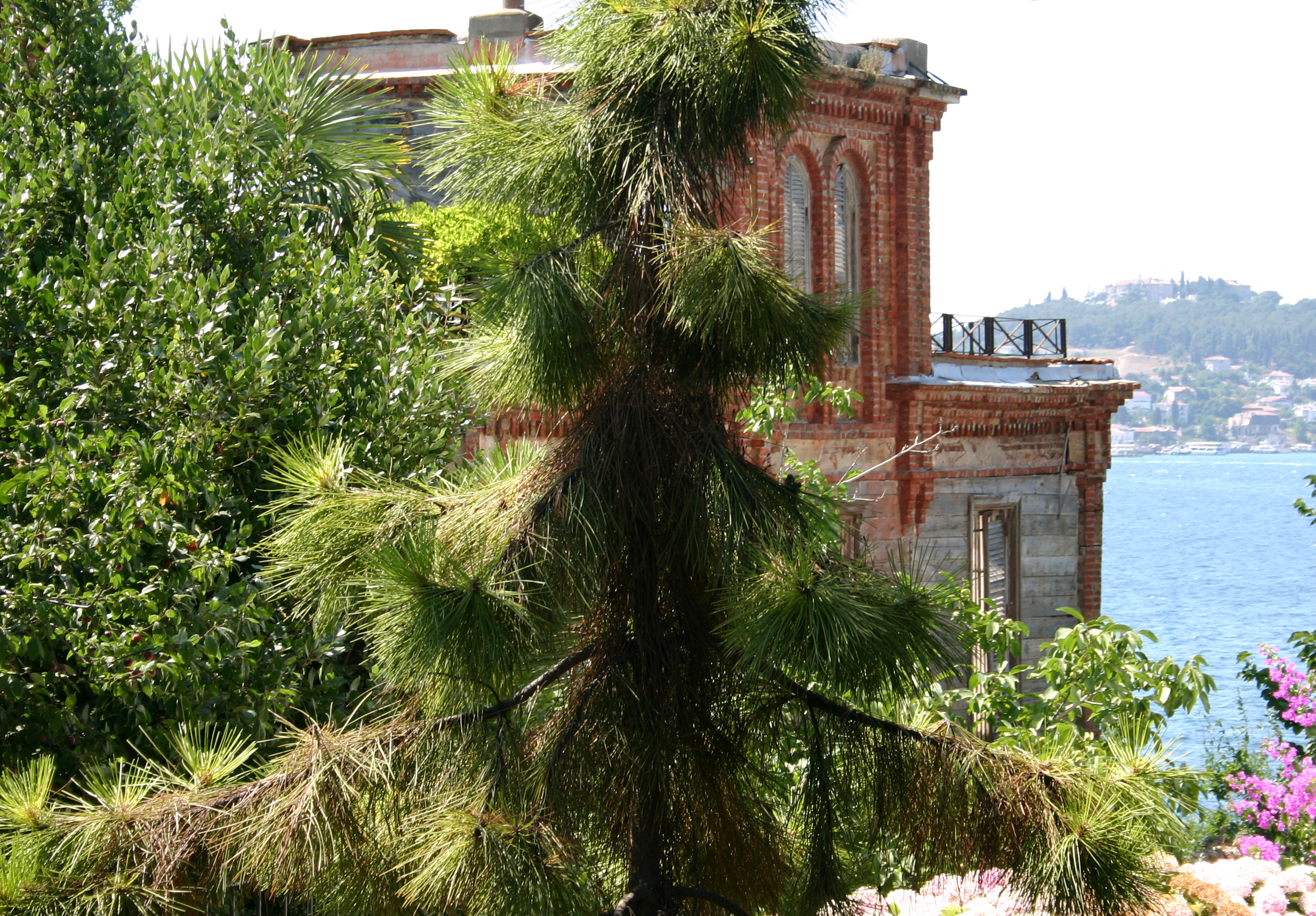
La casa di Büyükada ove Lev Trotsky trascorse parte del suo esilio dal 1929 al 1933.

Abitato sin dall'antichità, per via della sua posizione strategica presso l'imboccatura del Bosforo l'arcipelago ospitò una fortezza già in epoca classica (sull'isola di Burgazada, ove sorse una fortificazione eretta da Demetrio I Poliorcete tra il IV e il III secolo a.C.).
Durante il periodo bizantino le isole iniziarono ad essere usate come luoghi ove confinare principi ed altri membri dell'alta nobiltà; un convento a Prinkipo fu prescelto per recludervi le imperatrici bizantine Irene, Eufrosina, Teofano, Zoe e Anna Dalassena, oltre a numerosi altri notabili, come gli ex imperatori deposti, come Michele I Rangabe e Romano IV Diogene.
Inizialmente (803) fu qui sepolto il corpo dell'Imperatrice Irene, per poi essere traslato (864) nella chiesa dei Santi Apostoli a Costantinopoli, a seguito della sua canonizzazione.
Tale tradizione proseguì anche sotto i sultani ottomani, che vi esiliarono membri delle proprie famiglie, dando così origine al nome dell'arcipelago. 
A partire dal XIX secolo l'arcipelago divenne una meta privilegiata per l'alta borghesia e la nobiltà di Istanbul e vi vennero costruite case di vacanza ed altri edifici che sono ancora preservati sulle isole maggiori. Dopo essere stato espulso dall'Unione Sovietica nel febbraio 1929 vi trascorse quattro anni in esilio anche Lev Trotsky.
Abitate prevalentemente da greci e sede di monasteri ortodossi per secoli, le isole hanno via via visto prevalere la componente etnica e culturale turca soprattutto nella seconda metà del XX secolo, a seguito dei conflitti greco-turchi a causa di Cipro e della seguente pulizia etnica, nonché per l'afflusso di residenti turchi dovuto allo sviluppo turistico delle isole quale luogo di riposo e svago per l'alta società di Istanbul. 
Tale processo ha subito un'accelerazione quando, all'istituirsi della Repubblica turca, il British Yacht Club di Büyükada fu espropriato e trasformato nell'Anadolu Kulübü (Club Anatolia), riservato allo svago estivo dei parlamentari turchi.
Tuttavia, ancora ai giorni nostri sono presenti sulle isole piccole comunità etniche greche ed ebraiche, mentre 
Kınalıada possiede ancora un'importante comunità armena. In tal senso, l'arcipelago costituisce ancora un raro esempio - per quanto ridotto e parziale - della società multiculturale che caratterizzava la Turchia nel periodo ottomano, soprattutto a Costantinopoli, tratto ormai largamente perduto anche nell'ex capitale.

## Economia

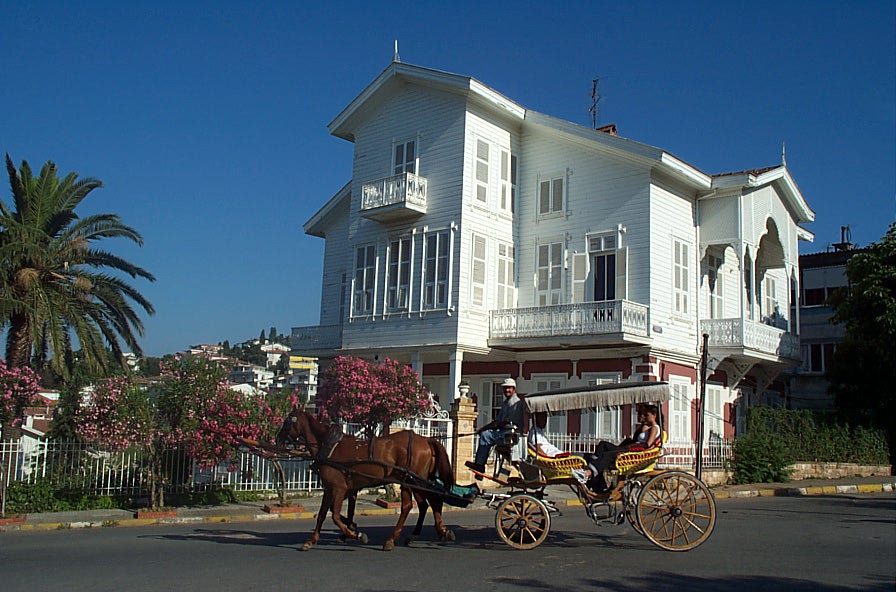
Tipica dimora di vacanza ottocentesca sull'isola di Büyükada; in primo piano una carrozzella a cavallo, usuale mezzo di spostamento nelle isole, sulle quali è vietato il traffico automobilistico privato

Durante i mesi estivi le isole sono molto affollate essendo una delle destinazioni preferite per gite giornaliere da Istanbul. 
Le isole principali sono collegate alla terraferma da regolari e veloci servizi di traghetti pubblici gestiti dal comune di Istanbul sia dalla parte asiatica (da Bostancı e da Kartal) che da quella europea (da Sirkeci/Eminönü, Kabataş e Yenikapı) della città turca. Diversi di questi traghetti effettuano quattro fermate principali: Kınalıada, Burgazada, Heybeliada ed infine Büyükada. 
Sull'intero arcipelago non esiste traffico in quanto quello motorizzato è vietato (salvo mezzi di servizio) e gli unici mezzi di spostamento consentiti sono le biciclette, i calessi, le carrozzelle a cavallo o anche gli asini da montare per gite sui rilievi.
Durante i mesi primaverili ed autunnali le isole sono molto tranquille e piacevoli, mentre nel tardo autunno e l'inverno la traversata può essere resa difficoltosa dalle cattive condizioni meteomarine.

## Suddivisioni
Il distretto di Adalar è suddiviso in 5 mahalleler: 
- Burgazada
- Heybeliada
- Kınalıada
- Maden
- Nizam

Büyükada è divisa tra le mahalle di Maden e Nizam.